# Санта-Мария-дель-Туле
Санта-Мария-дель-Туле (исп. Santa María del Tule) — город и муниципалитет, расположенный в мексиканском штате Оахака. Он входит в состав района Сентро, который находится в регионе Вальес-Сентралес. Санта-Мария-дель-Туле находится в 11 километрах (6,8 милях) к юго-востоку от города Оахака, на шоссе 190. Город и муниципалитет были названы в честь святой покровительницы этого места — Девы Марии. А слово «Туле» происходит от науатльского «тюль» или «туллин», что означает «камыш».
Этот город известен благодаря кипарису Монтесума, который растёт здесь уже 2000 лет. Он известен как Эль Арбол дель Туле — одно из старейших, самых больших и широколиственных деревьев в мире. Его узловатый ствол и ветви украшены причудливыми фигурами, которые были названы в честь животных и предметов. Например, есть фигура слона, ананас и даже «уши Карлоса Салинаса».

## История
Когда-то муниципалитет Санта-Мария-дель-Туле представлял собой озеро, окружённое болотами, в которых росли кипарисы. Это болото также было покрыто камышом, что отчасти объясняет происхождение названия города. С доиспанских времён жители Туле зарабатывали на жизнь, добывая и перерабатывая известь (оксид кальция) для продажи в городе Оахака. Однако в 1926 году большая часть территории муниципалитета была преобразована в земли эхидо, и большинство населения стали фермерами, занимаясь выращиванием кукурузы, бобов, нута и люцерны, преимущественно в летний сезон дождей.
На протяжении веков этот регион терял свою влагу, а озёра и болота высыхали.
В последнее время из-за растущей урбанизации и орошаемого земледелия в этом районе происходит давление на водоносные горизонты. В засушливый сезон уровень грунтовых вод может снижаться более чем на шесть метров. Это создает угрозу для оставшихся кипарисов, которые являются символом этого места.

## Город
Кажется, что небольшой городок Санта-Мария-дель-Туле был построен вокруг одного огромного кипариса. Рядом с ним находятся ремесленный рынок, церковь и городская площадь. На рынке Ла-Гваделупана можно попробовать традиционные блюда региона Оахака, включая барбакоа и эмпанадас-де-Амарилло. Этот район также славится своим мороженым с разнообразными вкусами, такими как фрукты кактуса, лече кемада (что буквально переводится как «подгоревшее молоко»), а также фирменными блюдами, известными как Бесо де Анхель («поцелуй ангела») и Бесо Оахакеньо («Поцелуй Оахакана»).
Городская церковь, построенная в стиле барокко, носит название Эль Темпло де Санта Мария де ла Асунсьон, что в переводе означает «Храм Успения Пресвятой Девы Марии». Её история восходит к XVIII веку. Интерьер украшен множеством великолепных доколониальных сантос — статуй святых. Многие из них выполнены в изысканной полихромной технике и прекрасно сохранились. Она была возведена из камня на месте древнего языческого святилища и окружена другими зданиями и территориями, принадлежащими приходу. Перед церковью раскинулась обширная площадь, обнесенная стеной.
Главные праздники в этих местах включают Канделярию, отмечаемую 2 февраля, Успение Пресвятой Богородицы, приходящееся на 15 августа, и праздник дерева Туле, проводимый во второй понедельник октября.

## Дерево Туле
Это дерево — один из многих древних кипарисов Монтесумы (Taxodium mucronatum), которые можно увидеть в городе. Это уникальное дерево можно увидеть в самом центре города: как на главной площади, так и в атриуме церкви Санта-Мария-де-ла-Асунсьон.
Это дерево считается одним из старейших и самых больших в мире, а также обладает самым широким обхватом. Ему не менее двух тысяч лет, и о его существовании писали как ацтеки, так и испанцы, основавшие город Оахака. Его высота составляет сорок метров, объём — от 700 до 800 кубических метров, а предполагаемый вес — 630 тонн. Его окружность составляет около сорока метров. Ствол дерева настолько широкий, что для его обхвата понадобится тридцать человек, которые, вытянув руки, смогут взяться за него. Это дерево возвышается над главной церковью города и даже выше её шпилей. И оно продолжает расти.
Для местных жителей это дерево имело особое значение. Согласно мифу миштеков, люди произошли от кипарисов — священных деревьев, которые считались отдельным родом. Это дерево было местом проведения ритуала, включавшего принесение в жертву голубя. Последний раз ритуал проводился в 1834 году. Согласно мифу михе, это удивительное дерево выросло из трости бога или царя по имени Кондей. По преданию, Кондей воткнул свою трость, которая, по слухам, весила 62 кг в землю, на которую опирался. С этого момента дерево начало расти, и, как утверждает легенда, король умер в тот же день, когда дерево впервые показалось из земли. У этого дерева узловатые ветви и ствол. Местные легенды гласят, что на нём растут различные существа и необычные формы. Сегодня эти формы получили такие названия, как «слон», «лев», «Три короля», «олень», «ананас», «рыба», «беличий хвост» и «уши Карлоса Салинаса». Местные гиды с помощью карманных зеркалец, в которых отражается солнце, показывают на эти уникальные формы.
Этот вид кипариса известен под разными именами: на испанском языке его называют сабино, на языке науатль — ахуэуэте, а на сапотекском — Ягагуичичинья. Он является национальным деревом Мексики. Это удивительное дерево было впервые запечатлено на фотографии Дезире Шарни в 1856 году. Его описание и измерение были представлены Хосе Акостой в книге «История природы и морали Индии», опубликованной в том же году. Это дерево было признано самым известным в штате Оахака по результатам голосования, организованного СЕМАРНАПОМ. Оно также вошло в список индикативного наследия Мексики (Lista Indicativa del Patrimonio de Mexico).
В конце XIX века дерево находилось на грани гибели, но с тех пор его регулярно поливают, и оно продолжает расти и процветать.

## Муниципалитет
Будучи муниципальным центром, Туле осуществляет управление следующими поселениями: Гуэндулейн, Километровый округ Пунто-Синко и Парахе-эль-Корралито. Общая площадь этих территорий составляет 25,2 км². Общая численность населения муниципалитета составляет 8 259 человек. Из них 7 831 человек, или 95%, проживает непосредственно в городе. Этот муниципалитет граничит с муниципалитетами Тлаликстак-де-Кабрера, Рохас-де-Куаутемок, Сан-Франциско-Лачиголо, Теотитлан-дель-Валье и Санта-Крус-Амильпас. Главная река в этом районе — Атояк, а климат здесь мягкий, с небольшими сезонными колебаниями температур. Растительность представлена в основном мескитовыми деревьями, левкасами и знаменитыми кипарисами, которые являются визитной карточкой этого муниципалитета. Животный мир представлен в основном мелкими млекопитающими, такими как рыжая белка, полевая мышь и опоссум, а также птицами, включая канюка и утку.
Основной источник дохода в муниципалитете — туризм, основанный на выращивании дерева Туле. В этой сфере трудится почти 75% населения. Сегодня основным сельскохозяйственным продуктом здесь является гуава. По-прежнему выращиваются кукуруза и бобы, но в этих отраслях занято лишь 9% населения. В муниципалитете также осуществляется небольшая обработка гуавы и развиваются традиционные ремесла, такие как гончарное дело.